# 丸岩城
丸岩城（まるいわじょう）は、群馬県吾妻郡長野原町（上野国吾妻郡横壁）にあった日本の城（山城）。

## 歴史
築城時期や築城過程は不明。『加沢記』では永禄6年（1563年）に羽根尾城主・羽尾道雲を攻めた真田氏の軍勢を大戸真楽斎が丸岩城で出迎えており、大戸浦野氏の持城であった可能性がある。また、『長野原郷土誌』では元亀年間に羽尾道雲が麓の横壁城に在住していたと伝えられているが、実際にはこの時期羽尾氏は没落しているので事実とはみなしがたい。
天正12年（1584年）3月、真田氏から羽根尾領の奪回を目指した道雲の子・源六郎が、上杉景勝の支援の元で丸岩城に入った。源六郎は羽根尾城将の湯本三郎右衛門にも調略を仕掛け、羽根尾領の回復と真田領の分断を企図したが、やがて上杉氏の支援を受けられなくなり、12月までには丸岩城から退去したとみられる。

## 構造・立地
城郭主要部のすぐ西方に草津街道が通る須賀尾峠があり、大戸地区と長野原地区を結ぶ峠を抑える重要拠点となっている。北側1.5km先の麓には横壁城があり、この麓の城郭と丸岩城を合わせて横壁城とも言うらしい。麓の城を含めて、須賀尾峠を監視する役目を担っていたと考えられる。
主要部は周囲を岩壁に囲まれた要害となっており、南側の須賀尾峠に繋がる尾根道が唯一の進入路である。主郭は東西に長い長方形の形状をしており、全周に土塁が設置されている。大手口に繋がる南側の尾根の他に東側にも尾根が伸びており、東側の尾根上は平坦で細長い曲輪となっている。主郭の北西部のも数段の曲輪が設置されている。主郭から南側に下ると、緩い尾根筋に土塁が続く曲輪が100mほど続く。そこからさらに南側に降りると大手口に至る。
外見上広い山頂部を持っているように見えるが、内部に小屋掛けできるほどの空間は少なく、収容可能人数は少ないとみられる。しかし進入路が限定され、少数での守りに適していることから要害堅固な城としてみることができる。